# Khomeyn (shahrestan)
Khomeyn (persiska: شهرستان خمین, Shahrestan-e Khomeyn) är en delprovins (shahrestan) i Iran. Den ligger i provinsen Markazi, i den västra delen av landet. Administrativt centrum är staden Khomeyn.
Delprovinsen hade 105 017 invånare 2016.